# Zacharo
Zacharo (gr. Ζαχάρω) – miejscowość w Grecji, w administracji zdecentralizowanej Peloponez, Grecja Zachodnia i Wyspy Jońskie, w regionie Grecja Zachodnia, w jednostce regionalnej Elida. Siedziba gminy Zacharo. W 2011 roku liczyła 3145 mieszkańców.